# Médium – A túlvilág kalandorai
A Médium – A túlvilág kalandorai (angolul: Afterlife) brit televíziós sorozat. A Clerkenwell Films produkciós cég gyártotta sorozatot, melyet 2005. szeptember 24-én kezdték sugározni az angol ITV csatornán. A második évad végén az ITV úgy döntött, hogy nem folytatják tovább. A sorozat egy médium életét követi nyomon, aki képes kommunikálni a szellemekkel.

## Történet
Alison Mundy (Lesley Sharp) látnoki képességekkel rendelkező médium, azonban őt meglehetősen zavarják természetfeletti képességei. Egy különös estén találkozik Robert Bridge (Andrew Lincoln) egyetemi tanár pszichológussal, aki épp könyvet ír a médiumokról, amelyben megpróbálja a tudomány eszközeivel alátámasztani, hogy a paranormális képességekkel bírók és látók csupán sarlatánok és látomásaik nem többek puszta hallucinációnál. Az idő előrehaladtával azonban Bridge kénytelen beismerni, hogy Alison valóban képes felfedni előtte olyan eseményeket, amelyekre nincs racionális magyarázat. A helyzet csak rosszabbodik, amikor Alisonnak látomásai lesznek Robert fiáról, aki autóbaleset áldozata lett.

## Szereplők
| Szerep          | Színész              | Szinkronhang   |
| --------------- | -------------------- | -------------- |
| Alison Mundy    | Lesley Sharp         | Kubik Anna     |
| Robert Bridge   | Andrew Lincoln       | Czvetkó Sándor |
| Barbara Sinyard | Kate Duchene         | Rátonyi Hajnal |
| Jude Bridge     | Anna Wilson-Jones    | Németh Kriszta |
| Josh Bridge     | Joshua David-Kennedy |                |
| Clive Gilman    | Sandy Welch          |                |
| Alison anyja    | Amanda Lawrence      |                |

## Epizódok

### Első évad
| # | Cím                                                | Premier              | Nézettség   |
| --- | -------------------------------------------------- | -------------------- | ----------- |
| 1. | A fehér kabátos nő esete (More Than Meets The Eye) | 2005. szeptember 24. | 6 millió    |
| A túlvilági dolgokkal szemben erősen kritikus Robert Bridge pszichológus, egyetemi tanár és Alison Mundy, a két éve viharos körülmények között híressé vált médium, véletlenül találkozik egy szűkkörű rendezvényen. A tanár diákjaival együtt tanulmányozza az összejövetelen látottakat és hallottakat. Az est folyamán Alison kapcsolatba kerül az egyik tanítvány néhai anyjával, ami drámai eseményeket indít el.                                                                       |                                                    |                      |             |
| 2. | Kislány, hol vagy? (Lower Than Bones)              | 2005. október 1.     | 6,5 millió  |
| A barátnőjénél vendégeskedő Carly soha nem érkezik haza. A kétségbeesett szülők a rendőrséghez és a sajtóhoz fordulnak, hogy segítsenek felkutatni az eltűnt kislányt. Alisonnak megjelenik Carly szelleme, hogy tudassa sorsát szüleivel. Nemsokára meg is találják a kislány holttestét, és a vizsgálatok után gyilkossággá minősítik az ügyet. A kislány szelleme azonban továbbra is megjelenik, míg a bűnös el nem nyeri méltó büntetését.                                              |                                                    |                      |             |
| 3. | A két Daniel (Daniel One & Two)                    | 2005. október 8.     | 5,54 millió |
| Daniel Rabey (Nicholas Shaw) gyermekkorától kezdve egy külvilág számára láthatatlan társsal él együtt, aki árnyékként követi minden mozdulatát és részt követel magának az életéből. A dolgok odáig fajulnak, hogy „a másik” Daniel a fiú barátnőjére támad, ezzel elmegyógyintézetbe juttatja őt. Alison az intézetben tett látogatása alkalmával kerül kapcsolatba a fiúval és az egyre veszélyesebb társsal.                                                                              |                                                    |                      |             |
| 4. | Téves nyomon (Misdirection)                        | 2005. október 15.    | 5,15        |
| Alison Josh kérésére elvállal egy ápolónői állást egy időseket gondozó intézményben. Miután munkába áll megtudja, hogy Robert, Alzheimer-kórban szenvedő édesanyját is itt ápolják. Az öreg hölgy még ép énjétől sok érdekességet tud meg a férfiról és halott kisfiáról. Eközben egy lelkiismereti gondokkal küzdő munkatársának is segítséget nyújt, akit egy korábban öngyilkosságot elkövetett asszony szelleme próbál megszólítani.                                                     |                                                    |                      |             |
| 5. | Egy ágyban a holtakkal (Sleeping With The Dead)    | 2005. október 22.    | 6 millió    |
| Sandra Petch keresi fel Alisont azzal a kéréssel, hogy segítsen megoldást találni a lakásában tapasztalt furcsa hangokra és eseményekre. A médium felkeresi Sandrát, ahova Robertet is elhívja segítség gyanánt. Alison egy fiatal házaspár tragikus végű kapcsolatát látja megelevenedni a lakásban. Nem sokkal később kiderül, hogy az egész esetet egy újságíró rendezte meg leleplező szándékkal. Alison azonban biztos benne, hogy amit ott tapasztalt, nem lehet halandó emberek műve. |                                                    |                      |             |
| 6. | A szeánsz (The 7:59 Club)                          | 2005. október 25.    | 5,91 millió |
| Alison úgy érzi, hogy annak a vonatszerencsétlenségnek az áldozatai próbálnak kapcsolatba kerülni vele, amely balesetnek hat évvel ezelőtt majdnem ő is áldozatává vált. Hamarosan rájön, hogy az áldozatok hozzátartozói akarják felvenni a kapcsolatot a halott szeretteikkel. Robert és Alison kapcsolatot teremt a túlvilággal, ami örökre megváltoztatja az életüket. |                                                    |                      |             |

### Második évad
| # | Cím                                     | Premier              | Nézettség   |
| --- | --------------------------------------- | -------------------- | ----------- |
| 1. | A baleset (Roadside Bouquets)           | 2006. szeptember 16. | 4,43 millió |
| Három fiatal keresi fel Alisont azzal a szándékkal, hogy segítsen nekik kapcsolatot létesíteni halott barátjukkal, akit autóbalesetben veszítettek el. Szeretnének ezáltal megszabadulni a társuk halála miatt érzett gyötrő önvádtól. A fiával történtek hatására Robert egyre inkább kezd meghasonlani korábbi elveivel. A változás sorozatos összeütközést generál tanítványaival és munkatársaival. |                                         |                      |             |
| 2. | Életfogytig (The Rat Man)               | 2006. szeptember 23. | 4,42 millió |
| A bristoli börtönben titokzatos jelek és halálesetek történnek. A tanácstalan igazgató az egyetem pszichológiai karához fordul segítségért. Robert megkéri Alisont, segítsen a rejtély megoldásában. Kutatásuk egy labilis pszichéjű rabhoz vezeti őket, akin keresztül kapcsolatba kerülnek a néhai rettegett sorozatgyilkos, a Patkányember szellemével. |                                         |                      |             |
| 3. | Aludj el babám! (Lullaby)               | 2006. szeptember 30. | 4,53 millió |
| Egy fiatal, kisgyermekes házaspár költözik új otthonába. A főállású háztartásbelinek felcsapott apa egy idő után furcsa dolgokat észlel a gyermek körül. Az egyre sűrűbben előforduló és aggasztó jelenségek megrémítik a családi helyzetétől egyébként is frusztrált apát, aki utolsó menedékként Alisonhoz fordul segítségért. Sikerül kideríteniük a ház súlyos titkát, amely magyarázatot ad a kisfiú körül játszódó egyre félelmetesebb eseményekre. Eközben a magánéletét éppen rendezni készülő Robertnél előrehaladott stádiumú agytumort állapítanak meg. |                                         |                      |             |
| 4. | Pusztító jelek (Your Hand In Mine)      | 2006. október 7.     | 4,25 millió |
| Jonathan és Lucy az esküvőjükre készülnek. Egyik intim együttlétük alkalmával csúnya elváltozást fedeznek fel Lucy bőrén. A kór egyre jobban kezd elhatalmasodni a nő szervezetén, amelynek tünetei Jonathant korábban meghalt felesége halálos betegségére emlékezteti. Úgy gondolja, hogy egykori asszonya Claire tért vissza, és számára érthetetlen okból ily módon próbálja elpusztítani jövendőbelijét. A férfi Alison segítségét kéri Claire szellemének megfékezéséhez.                                                                                    |                                         |                      |             |
| 5. | Kristálygömb (Mirrorball)               | 2005. október 21.    | 4,05 millió |
| Alison állapota egyre jobban aggasztja Robertet. Egyre mélyebb és kilátástalanabb küzdelembe keveredik anyja ránehezedő szellemével. Robertnek, miközben megpróbál segíteni Alisonnak, a saját problémáival is meg kell birkóznia. Elhatalmasodó, halálos betegségéről tájékoztatja egykori feleségét is, akivel nemrég alakított ki új kapcsolatot. |                                         |                      |             |
| 6. | Az álommanó (Mind The Bugs Don't Bite)  | 2005. október 28.    | 3,96 millió |
| Robert elhatározza, hogy mindenáron segít Alisonnak, hogy úrrá lehessen egyre jobban elhatalmasodó anyakomplexusán. Ennek érdekében elhívja a nő 30 éve nem látott apját, hogy közösen oldják meg a problémát. Apa és lánya találkozása mindannyiukban mély és megállíthatatlan folyamatokat indít el a felszabadulás felé. |                                         |                      |             |
| 7. | Elfeledett dolgok (Things Forgotten)    | 2005. november 4.    | 4,08 millió |
| Alison egy tinédzsernek próbál segíteni, akit látomások kísértenek. A fiút már meglátogatta egy másik médium, aki Alison szerint szélhámos, ugyanakkor ez alkalommal Alison nem tud a kapcsolatot teremteni a szellemvilággal. Robert még mindig nem mondta el Alisonnak, hogy tumora van, de lesz még esélye rá, mielőtt túl késő lenne? |                                         |                      |             |
| 8. | Vízbe írt név (A Name Written In Water) | 2005. november 11.   | 4,62 millió |
| Alison, akit Robert sikeresen kigyógyított mélyülő depressziójából, az új helyzetben nem igazán tud magával mit kezdeni. Robert igyekszik mindent elrendezni a közelgő vég előtt, de előrehaladott betegsége közbeszól. Készületlenül éri a megváltozhatatlan, haldokló szelleme felkeresi Alisont. |                                         |                      |             |

## Vendégszereplők
1. évad:
- Adrian Lester
- Saskia Reeves
- Mark Benton
- Rosemary Leach
- Nikki Amuka-Bird
- Phyllida Law

2. évad:
- David Threlfall
- Aidan McArdle
- Zoe Telford
- Liam Cunningham
- Julie Graham
- Claire Rushbrook
- Natalia Tena
- Kenneth Cranham
- Nora-Jane Noone
- Craig Kelly
- Ed Westwick